# Rock and Roll Music
Rock and Roll Music è un brano musicale rock and roll di Chuck Berry, pubblicato nel 1957 nel singolo Rock and Roll Music/Blue Feeling. Il suo testo confronta le virtù del rock and roll con altri generi musicali e si trova al 128º posto nella Lista delle 500 migliori canzoni secondo Rolling Stone

## Musicisti
- Chuck Berry: chitarra, voce
- Lafayette Leake: pianoforte
- Willie Dixon: basso
- Fred Below: batteria

## Cover
Sono state fatte molte cover del brano, tra le quali:
- Beatles
- The Beach Boys
- Humble Pie
- Manic Street Preachers
- Bill Haley & His Comets
- REO Speedwagon
- Bryan Adams
- Tenpole Tudor
- Mental As Anything

### Versione dei Beatles
I Beatles eseguivano abitualmente la canzone durante il loro periodo iniziale ad Amburgo, e la suonarono anche durante il programma BBC Pop Go The Beatles. A fine 1964, esausti dagli incessanti giri di concerti e a corto di nuovo materiale, il gruppo decise di incidere molti dei vecchi classici rock and roll e rhythm and blues che preferivano per rimpolpare il nuovo LP in uscita Beatles for Sale. Tra le cover c'era anche una versione di Rock and Roll Music che sarebbe diventata celebre quanto l'originale di Berry. La voce solista nella versione dei Beatles è affidata a John Lennon. In contrasto al cantato abbastanza moderato di Berry nell'originale, Lennon si prodiga in una performance vocale "urlata" e potente spingendo al limite massimo la voce. Negli Stati Uniti, il brano venne pubblicato sull'LP Beatles '65. Il gruppo suonò la canzone anche durante le celebri "Get Back/Let It Be Sessions" del gennaio 1969.
Il titolo del brano servì anche per intitolare la raccolta dei Beatles Rock 'n' Roll Music del 1976, che raccoglieva i loro pezzi più "rock".
La cover dei Beatles di Rock and Roll Music fu pubblicata su singolo in molti Paesi, raggiungendo la vetta delle classifiche in Finlandia, Norvegia, Paesi Bassi, ed Australia.